# Andrena mellea
Andrena mellea är en biart som beskrevs av Cresson 1868. Andrena mellea ingår i släktet sandbin, och familjen grävbin. Inga underarter finns listade i Catalogue of Life.